# Физикогеографски зони
Физикогеографските зони (ФГЗ) са големи подразделения на географската (ландшафтна) обвивка на Земята, заемащи сушата, закономерно и в определен порядък сменящи се една с друга в зависимост от климатичните фактори, предимно от съотношението между топлина и влага. В тази връзка смяната на зоните и поясите се разполагат от екватора към полюсите и от океаните към вътрешността на континентите. Обичайно те се простират по паралела и нямат ясно изразени граници. За всяка зона са присъщи типичните особености, съставляващи нейните природни компоненти и процеси (климатични, хидроложки, геохимически, геоморфоложки, почвена и растителна покривка и животински свят), образуващи зонални природно-териториални комплекси. Названието на повечето от ФГЗ традиционно се дават по най-характерния техен индикатор – типа растителност, отразяващ важните особености на болшинството от природните компоненти и процеси (горски зони, степни зони, зона на саваните и др.). Названията на тези зони често си присвояват и отделни техни компоненти: тундрова растителност, тундрово-глееви почви, полупустинна и пустинна растителност, пустинни почви и др. Вътре в зоните, обичайно заемащи обширни пространства, се различават по малки подразделения – физикогеографски подзони. Например зоната на саваната като цяло се отличава със сезонни ритми на всичките си природни компоненти, обусловени от сезонното настъпване на атмосферните валежи. В зависимост от количеството на последните и продължителността на дъждовния период вътре в зоната на саваните се различават подзони на влажните високотревисти савани, типични сухи савани и опустинени савани; в зоната на степите – сухи и типични степи; в зоната на горите – подзона на тайгата (понякога се счита за самостоятелна зона), подзона на смесените и подзона на широколистните гори и т.н.
Ако ФГЗ се формират в повече или по-малко сходни геолого-геоморфоложки (азонални) условия, те се повтарят в общи черти на различните континенти при аналогично географско положение (географска ширина, положение по отношение на океаните и др.). Поради това типовете зони, които се явяват типологични единици от териториалната класификация на географската обвивка (например тропични западно-приокеански пустини). В същото време местните особености на тази или онази територия (релеф, скален състав, палеогеографско развитие и др.) придават индивидуални черти на всяка зона, във връзка с което конкретните ФГЗ се разглеждат като регионални единици (например пустиня Атакама, Перуанска брегова пустиня, пустиня Намиб, Западна брегова Сахара и др.). Спрямо Климатичната класификация на Алисов са обособени 13 географски пояса: екваториален пояс и по два (за двете полукълба) субекваториални, тропични, субтропични, умерени, субполярни и полярни. Привържениците на термичните фактори, като основа за формиране на зоналността, обособяват само пет и даже три пояса.
За всеки пояс и за всеки негов голям сектор (приокеански, преходен и континентален) са свойствени негови зонални системи в определена последователност в широчинно направление в равнините и свой зонален спектър в планините. Така например, зоната на лесотурдрата е присъща само на субполярния (субарктичен) пояс, подзоната на тайгата – на умерения, „средиземноморската подзона“ – на западноприокеанския сектор на субтропичния пояс, подзоната на мусонните смесени гори – на неговия източноприокеански сектор, а лесостепните зони съществуват само в преходните сектори. Лесотундровият спектър във височинните зони е характерен само за умерения пояс, а хилейния – само за екваториалния. В зависимост от положението на този или онзи сектор или на тази или онази морфоструктурна основа вътре в зоните и подзоните могат да бъдат обособени по-малки таксономични единици – типологични: западноприокеанска тъмноиглолистна тайга, континентална светлоиглолистна тайга и т.н., или регионални: западносибирска тайга, централноякутска тайга, западносибирска лесостеп и др.
Поради това, че ФГЗ се определят основно от съотношението между топлина и влага, то това съотношение може да бъде изразено и количествено. За тези цели се използват различни хидротермични показатели (най-вече показателите за овлажняването). Използването на тези показатели помагат при разработката на теоретичните въпроси за зоналността, извеждане на общите закономерности, обективното уточнение на характеристиките на зоните и техните граници. Например, при основен показател на радиационния индекс за сухота под 1 (излишък на влага) господстват влажните зони в горите, лесотундрата и тундрата, при показатели над 1 (недостатъчно овлажняване) – сухи зони и подзони на степи, полупустини и пустини, а при показатели, близки до 1 (оптимално овлажняване) – зони и подзони на лесостепи, широколистни гори и влажни савани.

## Карта на разположението на природните зони
| Условни обозначения                                         | Условни обозначения | Условни обозначения                                     | Условни обозначения                                                     | Условни обозначения            |
| ----------------------------------------------------------- | --- | ------------------------------------------------------- | ----------------------------------------------------------------------- | ------------------------------ |
| Арктическа пустиня Тундра Тайга Смесени и широколистни гори | Лесостеп, степ Муссонни и вечнозелени субтропични гори Твърдолистни сухи през лятото субтропични гори Мусонни тропични гори | Суха пустиня Полупустиня Полусуха степ Полусуха пустиня | Тревиста савана Дървесна савана Сухи тропични гори Влажни тропични гори | Алпийска тундра Планинска гора |

## Вижте още
- Физикогеографско райониране
- Физикогеографски пояси
- Физикогеографски подзони
- Физикогеографски страни
- Физикогеографски области